# Psyché devant le palais de Cupidon
Psyché devant le palais de Cupidon ou Paysage avec Psyché devant le palais de Cupidon ou Psyché devant le palais de l'Amour ou Le château enchanté est une peinture à l'huile sur toile du peintre français du baroque Claude Lorrain, conservée à la National Gallery de Londres et datée de 1664.  

## Historique de l'œuvre
Ce paysage est commandé par le prince Lorenzo Onofrio Colonna (1637-1689), prince de Paliano et connétable de Naples, pour lequel Claude peint huit autres tableaux. Après le décès de celui-ci en 1696, il passe à la famille Pallavicini. En 1720, il est à Paris, dans la famille Davenant. Il est ensuite détenu par Chauncey de 1777 à 1790, Calonne jusqu’en 1795, Toward jusqu’en 1807, Porter jusqu’en 1810 et Wells jusqu’en 1848. En 1850, il rejoint la National Gallery.
Philippe Baldinucci, biographe de Claude Lorrain, cite ce tableau comme Psyché sur le bord de la mer, et le qualifie d’œuvre de « beauté surprenante ». 
Le titre anglais populaire du tableau, The Enchanted Castle (Le château enchanté), est utilisé pour la première fois dans une gravure de Vivarès et Woollett de 1782 d'après le tableau,.
Son pendant est Paysage avec Psyché sauvée du suicide (1665, musée Wallraf-Richartz, Cologne). 
Il existe deux dessins préparatoires, conservés dans la collection Alberman à Londres et au musée Condé (Château de Chantilly). On y constate que le palais n’était pas prévu dans une première conception de l’œuvre. Le dessin du musée Condé est fortement insolé et moins intense qu'il ne paraissait à l'origine ; il élargit le scène et inclut le détail du bateau transportant deux personnages. Le château est esquissé sommairement à la pierre noire sous la forme d'un rectangle. Claude ne le développe que sur le dernier dessin réalisé sur deux feuilles de papier assemblées. 
Cette œuvre figure dans le Liber Veritatis, le cahier de dessins où Claude notait toutes ses œuvres pour éviter les falsifications, avec le numéro 162. 

## Sujet
Son sujet est une scène mythologique, tirée des Métamorphoses (IV-VI), d'Apulée, l'histoire d'amour de Psyché et de Cupidon, le dieu de l'amour. Cupidon, dieu romain du désir d’amour, tombe amoureux de la belle mortelle Psyché, personnification de l’âme, mais l’abandonne quand celle-ci lui désobéit, même si finalement ils finissent ensemble après de nombreuses péripéties. La scène représentée par Claude n’est identifiée à aucun passage spécifique du mythe classique ; on ne sait pas si Psyché est assise devant le château de Cupidon avant de le rencontrer ou après qu'il l'a abandonnée.
L'œuvre montre peut-être l'arrivée forcée de Psyché dans le royaume de Cupidon, lorsque le Zéphyr l'entraîne vers « une vallée profonde, où elle fut déposée dans un doux lit d'herbe de fleurs les plus douces et parfumées ». Après le repos, elle aperçoit « au milieu (sic) et même au cœur des bois, bien près de la chute de la rivière... un édifice princier ». La représentation de Psyché par Lorrain est tirée d'une gravure du Maître au Dé, qui montre précisément cet épisode. Pourtant, la mélancolie de l'image suggère le chagrin de Psyché après l'abandon de Cupidon lorsque, selon Apulée, elle se lamente avant de se jeter dans l'eau où elle se noie.

## Description et analyse

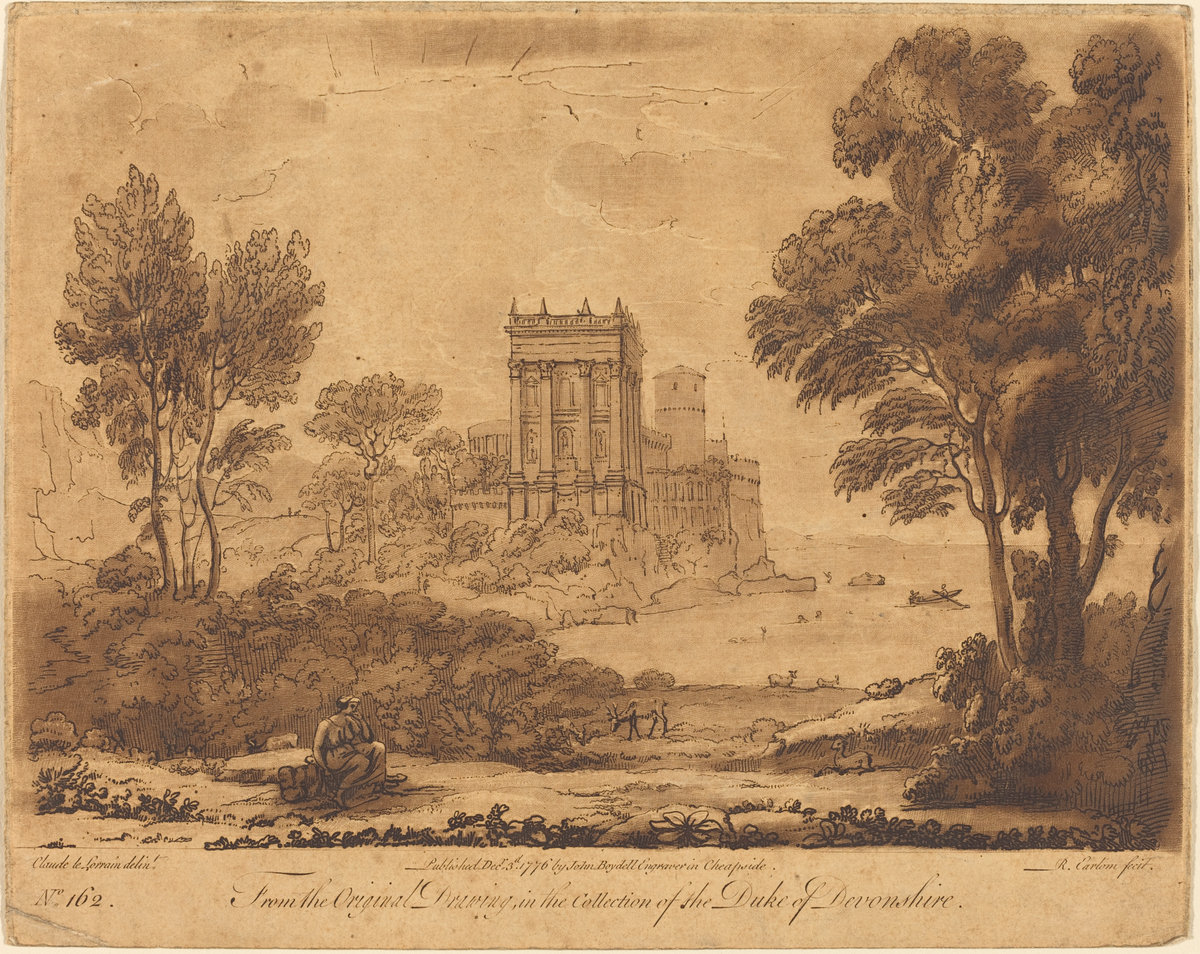
Dessin 162 du Liber Veritatis correspondant à ce tableau.

Claude Lorrain est un peintre français établi en Italie. Appartenant à la période de l’art baroque, il s’inscrit dans le courant du classicisme français, dans lequel il excelle dans la peinture de paysage. Dans son œuvre, il reflète un nouveau concept dans l’élaboration du paysage en se basant sur des références classiques, le « paysage idéal », qui met en évidence une conception idéale de la nature et du monde intérieur de l’artiste. Cette façon de traiter le paysage lui donne un caractère plus élaboré et intellectuel et devient l’objet principal de la création de l’artiste, de la mise en forme de sa conception du monde, de son interprétation de sa poésie, qui évoque un espace idéal et parfait.
Cette œuvre appartient à la période de maturité de l’artiste. Dans les années 1660, Claude abandonne la sévérité classique et s’insère dans un terrain plus personnel et subjectif, reflétant un concept de la nature que certains chercheurs qualifient de romantique avant-la-Lettre.
Le paysage domine la quasi-totalité de la toile. Psyché apparaît en bas à gauche, assise avec un bras appuyé sur le genou et la tête sur la main, dans une attitude pensive. Sa figure est probablement inspirée des reliefs de sarcophages romains. Un imposant château, le palais de Cupidon, apparait au centre du tableau ; bien qu’il se dresse sur les rochers comme une forteresse médiévale, la façade est de style Renaissance, ce qui lui donne un air éclectique qui accentue le mystère apparent qui l’entoure ; il est probablement inspiré par le Palazzo Doria-Pamphili d’Alessandro Algardi. Entre le château et l'arbre qui domine le côté droit du tableau on voit la mer, réalisée avec des tons bleus argentés.

## John Keats
Le poète romantique anglais John Keats était fasciné par ce tableau. Certains pensent qu'il a inspiré les vers – Des battants magiques charmés, s'ouvrant sur l'écume/Des mers périlleuses, dans des terres féeriques abandonnées, – dans l'un de ses poèmes les plus célèbres, Ode à un rossignol. Il n'y a aucun doute sur un autre poème, intitulé Une réminiscence du château enchanté de Claude, dont certaines parties décrivent fidèlement le tableau.